# أميلوز
أميلوز أو أمايلوز (بالإنجليزية: Amylose)‏ هو مكثور (بوليمر) خطي من الغلوكوز يرتبط ارتباطا أساسياً بالروابط ألفا (1-4). يتركب من عدة آلاف من الوحدات كل وحدة منها عبارة عن الغلوكوز. كما يعد أحد مركَّبَات النشاء.
لا يهضم أميلوز النشاء بنفس سرعة هضم أميلوبكتين، المركب الثاني للنشاء، ولكنه يشغل حجماً أقل ولذلك فإنه يفضل للتخزين عند النباتات، حيث تشكل حوالي 30% من مخزون النشاء في النبات.
سوف تكون جزيئات اليود متناسبة تقريباً من التركيب الحلزوني للأميلوز، ترتبط مع مكثور النشاء الذي يمتص أطوال موجات معينة من الضوء. و لذلك كان الاختبار الشائع في الكشف عن اليود بمزج المواد المفحوصة بمحلول اليود الأصفر. في حال وجود الأميلوز يتم رؤية لون أزرق مسود.

## الشكل التركيبي
يتكون الاميلوز أساساً من ارتباط عدد كبير من جزيئات الفا جلوكوز عند (ا-4) يتم ترقيم الكربون في الجلوكوز بدأً من الكربون الدهيد ، لذلك في الاميلوز ذرة الكربون رقم 1 في الجلوكوز ترتبط مع ذرة الكربون رقم 4 جزي الجلوكوز الذي يليه وهكذا دواليك.
عادةً ما يكون عدد التعاقبات - تكرار جزيئات الجلوكوز لتكوين بوليمر الاميلوز- من 300 إلى 3000 ، نقد تصل إلى عدة آلاف في بعض الأحيان. هناك ثلاثة اشكال رئيسية لبوليمر الاميلوز بمكن اخذها في الاعتبار.كما أنه يمكن أن يتواجد في شكل فوضوي غير متبلور 
أو في أشكال حلوزنية مختلفة، ويمكن أن ترتبط الملفات مع بعضها في شكل الحلزون المزدوج كما يمكن أن ترتبك مع جزي كاره للماء (ويسمى بالجزئ الضيف) مثل اليود والأحماض الدهنية ومركبات عطرية وهذا يسمى بالشكل أو النموذج v وكيفية ارتباط الاميلوبكتين بالاميلوز لتكوين النشا.